# Harry Fougiaxis
Harry Fougiaxis (Atene, 20 aprile 1966) è un compositore di scacchi greco.
È laureato in ingegneria elettronica presso l'Università tecnica di Atene (NTUA) e lavora nel settore della strumentistica e automazione industriale in applicazioni all'industria petrolifera.
Si avvicinò agli scacchi da giovane come giocatore, ma presto fu attratto dal settore della composizione. Tra i suoi primi maestri vi furono Byron Zappas e Pavlos Moutecidis. Quest'ultimo è stato quello che ha esercitato una maggiore influenza su di lui. Nonostante la specialità di Moutecidis fosse quella degli automatti (selfmates) scoprì di essere maggiormente interessato agli aiutomatti (helpmates, ed è in questo genere che ha composto la maggior parte dei suoi lavori, circa 150 finora.
Nel 2001 ha ricevuto dalla PCCC il titolo di Maestro Internazionale della composizione ed è stato quattro volte Giudice per la compilazione degli Album FIDE.
Nel 2010, nel congresso WFCC di Creta, è stato nominato presidente della World Federation for Chess Composition, carica che mantiene tuttora (2014).

## Problemi d'esempio
Il seguente problema è un aiutomatto in due mosse. Si ricorda che in questo tipo di problema il nero muove per primo e "aiuta" il bianco, sia nella prima che nella seconda mossa, a dargli matto in due mosse. Come accade in molti di questi problemi, si ottiene un secondo problema (b), tematicamente collegato con il primo, spostando un pezzo o pedone (in questo caso il pedone nero da b4 a e3). 
|   | a | b | c | d | e | f | g | h |   |
| 8 | a7 alfiere del bianco · g7 pedone del nero · h7 re del bianco · b6 alfiere del nero · b5 cavallo del nero · d5 re del nero · f5 pedone del nero · a4 torre del bianco · b4 pedone del nero · f4 torre del nero · g4 torre del bianco · f3 cavallo del nero · b2 cavallo del bianco · b1 alfiere del nero · c1 torre del nero · g1 donna del bianco | a7 alfiere del bianco · g7 pedone del nero · h7 re del bianco · b6 alfiere del nero · b5 cavallo del nero · d5 re del nero · f5 pedone del nero · a4 torre del bianco · b4 pedone del nero · f4 torre del nero · g4 torre del bianco · f3 cavallo del nero · b2 cavallo del bianco · b1 alfiere del nero · c1 torre del nero · g1 donna del bianco | a7 alfiere del bianco · g7 pedone del nero · h7 re del bianco · b6 alfiere del nero · b5 cavallo del nero · d5 re del nero · f5 pedone del nero · a4 torre del bianco · b4 pedone del nero · f4 torre del nero · g4 torre del bianco · f3 cavallo del nero · b2 cavallo del bianco · b1 alfiere del nero · c1 torre del nero · g1 donna del bianco | a7 alfiere del bianco · g7 pedone del nero · h7 re del bianco · b6 alfiere del nero · b5 cavallo del nero · d5 re del nero · f5 pedone del nero · a4 torre del bianco · b4 pedone del nero · f4 torre del nero · g4 torre del bianco · f3 cavallo del nero · b2 cavallo del bianco · b1 alfiere del nero · c1 torre del nero · g1 donna del bianco | a7 alfiere del bianco · g7 pedone del nero · h7 re del bianco · b6 alfiere del nero · b5 cavallo del nero · d5 re del nero · f5 pedone del nero · a4 torre del bianco · b4 pedone del nero · f4 torre del nero · g4 torre del bianco · f3 cavallo del nero · b2 cavallo del bianco · b1 alfiere del nero · c1 torre del nero · g1 donna del bianco | a7 alfiere del bianco · g7 pedone del nero · h7 re del bianco · b6 alfiere del nero · b5 cavallo del nero · d5 re del nero · f5 pedone del nero · a4 torre del bianco · b4 pedone del nero · f4 torre del nero · g4 torre del bianco · f3 cavallo del nero · b2 cavallo del bianco · b1 alfiere del nero · c1 torre del nero · g1 donna del bianco | a7 alfiere del bianco · g7 pedone del nero · h7 re del bianco · b6 alfiere del nero · b5 cavallo del nero · d5 re del nero · f5 pedone del nero · a4 torre del bianco · b4 pedone del nero · f4 torre del nero · g4 torre del bianco · f3 cavallo del nero · b2 cavallo del bianco · b1 alfiere del nero · c1 torre del nero · g1 donna del bianco | a7 alfiere del bianco · g7 pedone del nero · h7 re del bianco · b6 alfiere del nero · b5 cavallo del nero · d5 re del nero · f5 pedone del nero · a4 torre del bianco · b4 pedone del nero · f4 torre del nero · g4 torre del bianco · f3 cavallo del nero · b2 cavallo del bianco · b1 alfiere del nero · c1 torre del nero · g1 donna del bianco | 8 |
| 7 | a7 alfiere del bianco · g7 pedone del nero · h7 re del bianco · b6 alfiere del nero · b5 cavallo del nero · d5 re del nero · f5 pedone del nero · a4 torre del bianco · b4 pedone del nero · f4 torre del nero · g4 torre del bianco · f3 cavallo del nero · b2 cavallo del bianco · b1 alfiere del nero · c1 torre del nero · g1 donna del bianco | a7 alfiere del bianco · g7 pedone del nero · h7 re del bianco · b6 alfiere del nero · b5 cavallo del nero · d5 re del nero · f5 pedone del nero · a4 torre del bianco · b4 pedone del nero · f4 torre del nero · g4 torre del bianco · f3 cavallo del nero · b2 cavallo del bianco · b1 alfiere del nero · c1 torre del nero · g1 donna del bianco | a7 alfiere del bianco · g7 pedone del nero · h7 re del bianco · b6 alfiere del nero · b5 cavallo del nero · d5 re del nero · f5 pedone del nero · a4 torre del bianco · b4 pedone del nero · f4 torre del nero · g4 torre del bianco · f3 cavallo del nero · b2 cavallo del bianco · b1 alfiere del nero · c1 torre del nero · g1 donna del bianco | a7 alfiere del bianco · g7 pedone del nero · h7 re del bianco · b6 alfiere del nero · b5 cavallo del nero · d5 re del nero · f5 pedone del nero · a4 torre del bianco · b4 pedone del nero · f4 torre del nero · g4 torre del bianco · f3 cavallo del nero · b2 cavallo del bianco · b1 alfiere del nero · c1 torre del nero · g1 donna del bianco | a7 alfiere del bianco · g7 pedone del nero · h7 re del bianco · b6 alfiere del nero · b5 cavallo del nero · d5 re del nero · f5 pedone del nero · a4 torre del bianco · b4 pedone del nero · f4 torre del nero · g4 torre del bianco · f3 cavallo del nero · b2 cavallo del bianco · b1 alfiere del nero · c1 torre del nero · g1 donna del bianco | a7 alfiere del bianco · g7 pedone del nero · h7 re del bianco · b6 alfiere del nero · b5 cavallo del nero · d5 re del nero · f5 pedone del nero · a4 torre del bianco · b4 pedone del nero · f4 torre del nero · g4 torre del bianco · f3 cavallo del nero · b2 cavallo del bianco · b1 alfiere del nero · c1 torre del nero · g1 donna del bianco | a7 alfiere del bianco · g7 pedone del nero · h7 re del bianco · b6 alfiere del nero · b5 cavallo del nero · d5 re del nero · f5 pedone del nero · a4 torre del bianco · b4 pedone del nero · f4 torre del nero · g4 torre del bianco · f3 cavallo del nero · b2 cavallo del bianco · b1 alfiere del nero · c1 torre del nero · g1 donna del bianco | a7 alfiere del bianco · g7 pedone del nero · h7 re del bianco · b6 alfiere del nero · b5 cavallo del nero · d5 re del nero · f5 pedone del nero · a4 torre del bianco · b4 pedone del nero · f4 torre del nero · g4 torre del bianco · f3 cavallo del nero · b2 cavallo del bianco · b1 alfiere del nero · c1 torre del nero · g1 donna del bianco | 7 |
| 6 | a7 alfiere del bianco · g7 pedone del nero · h7 re del bianco · b6 alfiere del nero · b5 cavallo del nero · d5 re del nero · f5 pedone del nero · a4 torre del bianco · b4 pedone del nero · f4 torre del nero · g4 torre del bianco · f3 cavallo del nero · b2 cavallo del bianco · b1 alfiere del nero · c1 torre del nero · g1 donna del bianco | a7 alfiere del bianco · g7 pedone del nero · h7 re del bianco · b6 alfiere del nero · b5 cavallo del nero · d5 re del nero · f5 pedone del nero · a4 torre del bianco · b4 pedone del nero · f4 torre del nero · g4 torre del bianco · f3 cavallo del nero · b2 cavallo del bianco · b1 alfiere del nero · c1 torre del nero · g1 donna del bianco | a7 alfiere del bianco · g7 pedone del nero · h7 re del bianco · b6 alfiere del nero · b5 cavallo del nero · d5 re del nero · f5 pedone del nero · a4 torre del bianco · b4 pedone del nero · f4 torre del nero · g4 torre del bianco · f3 cavallo del nero · b2 cavallo del bianco · b1 alfiere del nero · c1 torre del nero · g1 donna del bianco | a7 alfiere del bianco · g7 pedone del nero · h7 re del bianco · b6 alfiere del nero · b5 cavallo del nero · d5 re del nero · f5 pedone del nero · a4 torre del bianco · b4 pedone del nero · f4 torre del nero · g4 torre del bianco · f3 cavallo del nero · b2 cavallo del bianco · b1 alfiere del nero · c1 torre del nero · g1 donna del bianco | a7 alfiere del bianco · g7 pedone del nero · h7 re del bianco · b6 alfiere del nero · b5 cavallo del nero · d5 re del nero · f5 pedone del nero · a4 torre del bianco · b4 pedone del nero · f4 torre del nero · g4 torre del bianco · f3 cavallo del nero · b2 cavallo del bianco · b1 alfiere del nero · c1 torre del nero · g1 donna del bianco | a7 alfiere del bianco · g7 pedone del nero · h7 re del bianco · b6 alfiere del nero · b5 cavallo del nero · d5 re del nero · f5 pedone del nero · a4 torre del bianco · b4 pedone del nero · f4 torre del nero · g4 torre del bianco · f3 cavallo del nero · b2 cavallo del bianco · b1 alfiere del nero · c1 torre del nero · g1 donna del bianco | a7 alfiere del bianco · g7 pedone del nero · h7 re del bianco · b6 alfiere del nero · b5 cavallo del nero · d5 re del nero · f5 pedone del nero · a4 torre del bianco · b4 pedone del nero · f4 torre del nero · g4 torre del bianco · f3 cavallo del nero · b2 cavallo del bianco · b1 alfiere del nero · c1 torre del nero · g1 donna del bianco | a7 alfiere del bianco · g7 pedone del nero · h7 re del bianco · b6 alfiere del nero · b5 cavallo del nero · d5 re del nero · f5 pedone del nero · a4 torre del bianco · b4 pedone del nero · f4 torre del nero · g4 torre del bianco · f3 cavallo del nero · b2 cavallo del bianco · b1 alfiere del nero · c1 torre del nero · g1 donna del bianco | 6 |
| 5 | a7 alfiere del bianco · g7 pedone del nero · h7 re del bianco · b6 alfiere del nero · b5 cavallo del nero · d5 re del nero · f5 pedone del nero · a4 torre del bianco · b4 pedone del nero · f4 torre del nero · g4 torre del bianco · f3 cavallo del nero · b2 cavallo del bianco · b1 alfiere del nero · c1 torre del nero · g1 donna del bianco | a7 alfiere del bianco · g7 pedone del nero · h7 re del bianco · b6 alfiere del nero · b5 cavallo del nero · d5 re del nero · f5 pedone del nero · a4 torre del bianco · b4 pedone del nero · f4 torre del nero · g4 torre del bianco · f3 cavallo del nero · b2 cavallo del bianco · b1 alfiere del nero · c1 torre del nero · g1 donna del bianco | a7 alfiere del bianco · g7 pedone del nero · h7 re del bianco · b6 alfiere del nero · b5 cavallo del nero · d5 re del nero · f5 pedone del nero · a4 torre del bianco · b4 pedone del nero · f4 torre del nero · g4 torre del bianco · f3 cavallo del nero · b2 cavallo del bianco · b1 alfiere del nero · c1 torre del nero · g1 donna del bianco | a7 alfiere del bianco · g7 pedone del nero · h7 re del bianco · b6 alfiere del nero · b5 cavallo del nero · d5 re del nero · f5 pedone del nero · a4 torre del bianco · b4 pedone del nero · f4 torre del nero · g4 torre del bianco · f3 cavallo del nero · b2 cavallo del bianco · b1 alfiere del nero · c1 torre del nero · g1 donna del bianco | a7 alfiere del bianco · g7 pedone del nero · h7 re del bianco · b6 alfiere del nero · b5 cavallo del nero · d5 re del nero · f5 pedone del nero · a4 torre del bianco · b4 pedone del nero · f4 torre del nero · g4 torre del bianco · f3 cavallo del nero · b2 cavallo del bianco · b1 alfiere del nero · c1 torre del nero · g1 donna del bianco | a7 alfiere del bianco · g7 pedone del nero · h7 re del bianco · b6 alfiere del nero · b5 cavallo del nero · d5 re del nero · f5 pedone del nero · a4 torre del bianco · b4 pedone del nero · f4 torre del nero · g4 torre del bianco · f3 cavallo del nero · b2 cavallo del bianco · b1 alfiere del nero · c1 torre del nero · g1 donna del bianco | a7 alfiere del bianco · g7 pedone del nero · h7 re del bianco · b6 alfiere del nero · b5 cavallo del nero · d5 re del nero · f5 pedone del nero · a4 torre del bianco · b4 pedone del nero · f4 torre del nero · g4 torre del bianco · f3 cavallo del nero · b2 cavallo del bianco · b1 alfiere del nero · c1 torre del nero · g1 donna del bianco | a7 alfiere del bianco · g7 pedone del nero · h7 re del bianco · b6 alfiere del nero · b5 cavallo del nero · d5 re del nero · f5 pedone del nero · a4 torre del bianco · b4 pedone del nero · f4 torre del nero · g4 torre del bianco · f3 cavallo del nero · b2 cavallo del bianco · b1 alfiere del nero · c1 torre del nero · g1 donna del bianco | 5 |
| 4 | a7 alfiere del bianco · g7 pedone del nero · h7 re del bianco · b6 alfiere del nero · b5 cavallo del nero · d5 re del nero · f5 pedone del nero · a4 torre del bianco · b4 pedone del nero · f4 torre del nero · g4 torre del bianco · f3 cavallo del nero · b2 cavallo del bianco · b1 alfiere del nero · c1 torre del nero · g1 donna del bianco | a7 alfiere del bianco · g7 pedone del nero · h7 re del bianco · b6 alfiere del nero · b5 cavallo del nero · d5 re del nero · f5 pedone del nero · a4 torre del bianco · b4 pedone del nero · f4 torre del nero · g4 torre del bianco · f3 cavallo del nero · b2 cavallo del bianco · b1 alfiere del nero · c1 torre del nero · g1 donna del bianco | a7 alfiere del bianco · g7 pedone del nero · h7 re del bianco · b6 alfiere del nero · b5 cavallo del nero · d5 re del nero · f5 pedone del nero · a4 torre del bianco · b4 pedone del nero · f4 torre del nero · g4 torre del bianco · f3 cavallo del nero · b2 cavallo del bianco · b1 alfiere del nero · c1 torre del nero · g1 donna del bianco | a7 alfiere del bianco · g7 pedone del nero · h7 re del bianco · b6 alfiere del nero · b5 cavallo del nero · d5 re del nero · f5 pedone del nero · a4 torre del bianco · b4 pedone del nero · f4 torre del nero · g4 torre del bianco · f3 cavallo del nero · b2 cavallo del bianco · b1 alfiere del nero · c1 torre del nero · g1 donna del bianco | a7 alfiere del bianco · g7 pedone del nero · h7 re del bianco · b6 alfiere del nero · b5 cavallo del nero · d5 re del nero · f5 pedone del nero · a4 torre del bianco · b4 pedone del nero · f4 torre del nero · g4 torre del bianco · f3 cavallo del nero · b2 cavallo del bianco · b1 alfiere del nero · c1 torre del nero · g1 donna del bianco | a7 alfiere del bianco · g7 pedone del nero · h7 re del bianco · b6 alfiere del nero · b5 cavallo del nero · d5 re del nero · f5 pedone del nero · a4 torre del bianco · b4 pedone del nero · f4 torre del nero · g4 torre del bianco · f3 cavallo del nero · b2 cavallo del bianco · b1 alfiere del nero · c1 torre del nero · g1 donna del bianco | a7 alfiere del bianco · g7 pedone del nero · h7 re del bianco · b6 alfiere del nero · b5 cavallo del nero · d5 re del nero · f5 pedone del nero · a4 torre del bianco · b4 pedone del nero · f4 torre del nero · g4 torre del bianco · f3 cavallo del nero · b2 cavallo del bianco · b1 alfiere del nero · c1 torre del nero · g1 donna del bianco | a7 alfiere del bianco · g7 pedone del nero · h7 re del bianco · b6 alfiere del nero · b5 cavallo del nero · d5 re del nero · f5 pedone del nero · a4 torre del bianco · b4 pedone del nero · f4 torre del nero · g4 torre del bianco · f3 cavallo del nero · b2 cavallo del bianco · b1 alfiere del nero · c1 torre del nero · g1 donna del bianco | 4 |
| 3 | a7 alfiere del bianco · g7 pedone del nero · h7 re del bianco · b6 alfiere del nero · b5 cavallo del nero · d5 re del nero · f5 pedone del nero · a4 torre del bianco · b4 pedone del nero · f4 torre del nero · g4 torre del bianco · f3 cavallo del nero · b2 cavallo del bianco · b1 alfiere del nero · c1 torre del nero · g1 donna del bianco | a7 alfiere del bianco · g7 pedone del nero · h7 re del bianco · b6 alfiere del nero · b5 cavallo del nero · d5 re del nero · f5 pedone del nero · a4 torre del bianco · b4 pedone del nero · f4 torre del nero · g4 torre del bianco · f3 cavallo del nero · b2 cavallo del bianco · b1 alfiere del nero · c1 torre del nero · g1 donna del bianco | a7 alfiere del bianco · g7 pedone del nero · h7 re del bianco · b6 alfiere del nero · b5 cavallo del nero · d5 re del nero · f5 pedone del nero · a4 torre del bianco · b4 pedone del nero · f4 torre del nero · g4 torre del bianco · f3 cavallo del nero · b2 cavallo del bianco · b1 alfiere del nero · c1 torre del nero · g1 donna del bianco | a7 alfiere del bianco · g7 pedone del nero · h7 re del bianco · b6 alfiere del nero · b5 cavallo del nero · d5 re del nero · f5 pedone del nero · a4 torre del bianco · b4 pedone del nero · f4 torre del nero · g4 torre del bianco · f3 cavallo del nero · b2 cavallo del bianco · b1 alfiere del nero · c1 torre del nero · g1 donna del bianco | a7 alfiere del bianco · g7 pedone del nero · h7 re del bianco · b6 alfiere del nero · b5 cavallo del nero · d5 re del nero · f5 pedone del nero · a4 torre del bianco · b4 pedone del nero · f4 torre del nero · g4 torre del bianco · f3 cavallo del nero · b2 cavallo del bianco · b1 alfiere del nero · c1 torre del nero · g1 donna del bianco | a7 alfiere del bianco · g7 pedone del nero · h7 re del bianco · b6 alfiere del nero · b5 cavallo del nero · d5 re del nero · f5 pedone del nero · a4 torre del bianco · b4 pedone del nero · f4 torre del nero · g4 torre del bianco · f3 cavallo del nero · b2 cavallo del bianco · b1 alfiere del nero · c1 torre del nero · g1 donna del bianco | a7 alfiere del bianco · g7 pedone del nero · h7 re del bianco · b6 alfiere del nero · b5 cavallo del nero · d5 re del nero · f5 pedone del nero · a4 torre del bianco · b4 pedone del nero · f4 torre del nero · g4 torre del bianco · f3 cavallo del nero · b2 cavallo del bianco · b1 alfiere del nero · c1 torre del nero · g1 donna del bianco | a7 alfiere del bianco · g7 pedone del nero · h7 re del bianco · b6 alfiere del nero · b5 cavallo del nero · d5 re del nero · f5 pedone del nero · a4 torre del bianco · b4 pedone del nero · f4 torre del nero · g4 torre del bianco · f3 cavallo del nero · b2 cavallo del bianco · b1 alfiere del nero · c1 torre del nero · g1 donna del bianco | 3 |
| 2 | a7 alfiere del bianco · g7 pedone del nero · h7 re del bianco · b6 alfiere del nero · b5 cavallo del nero · d5 re del nero · f5 pedone del nero · a4 torre del bianco · b4 pedone del nero · f4 torre del nero · g4 torre del bianco · f3 cavallo del nero · b2 cavallo del bianco · b1 alfiere del nero · c1 torre del nero · g1 donna del bianco | a7 alfiere del bianco · g7 pedone del nero · h7 re del bianco · b6 alfiere del nero · b5 cavallo del nero · d5 re del nero · f5 pedone del nero · a4 torre del bianco · b4 pedone del nero · f4 torre del nero · g4 torre del bianco · f3 cavallo del nero · b2 cavallo del bianco · b1 alfiere del nero · c1 torre del nero · g1 donna del bianco | a7 alfiere del bianco · g7 pedone del nero · h7 re del bianco · b6 alfiere del nero · b5 cavallo del nero · d5 re del nero · f5 pedone del nero · a4 torre del bianco · b4 pedone del nero · f4 torre del nero · g4 torre del bianco · f3 cavallo del nero · b2 cavallo del bianco · b1 alfiere del nero · c1 torre del nero · g1 donna del bianco | a7 alfiere del bianco · g7 pedone del nero · h7 re del bianco · b6 alfiere del nero · b5 cavallo del nero · d5 re del nero · f5 pedone del nero · a4 torre del bianco · b4 pedone del nero · f4 torre del nero · g4 torre del bianco · f3 cavallo del nero · b2 cavallo del bianco · b1 alfiere del nero · c1 torre del nero · g1 donna del bianco | a7 alfiere del bianco · g7 pedone del nero · h7 re del bianco · b6 alfiere del nero · b5 cavallo del nero · d5 re del nero · f5 pedone del nero · a4 torre del bianco · b4 pedone del nero · f4 torre del nero · g4 torre del bianco · f3 cavallo del nero · b2 cavallo del bianco · b1 alfiere del nero · c1 torre del nero · g1 donna del bianco | a7 alfiere del bianco · g7 pedone del nero · h7 re del bianco · b6 alfiere del nero · b5 cavallo del nero · d5 re del nero · f5 pedone del nero · a4 torre del bianco · b4 pedone del nero · f4 torre del nero · g4 torre del bianco · f3 cavallo del nero · b2 cavallo del bianco · b1 alfiere del nero · c1 torre del nero · g1 donna del bianco | a7 alfiere del bianco · g7 pedone del nero · h7 re del bianco · b6 alfiere del nero · b5 cavallo del nero · d5 re del nero · f5 pedone del nero · a4 torre del bianco · b4 pedone del nero · f4 torre del nero · g4 torre del bianco · f3 cavallo del nero · b2 cavallo del bianco · b1 alfiere del nero · c1 torre del nero · g1 donna del bianco | a7 alfiere del bianco · g7 pedone del nero · h7 re del bianco · b6 alfiere del nero · b5 cavallo del nero · d5 re del nero · f5 pedone del nero · a4 torre del bianco · b4 pedone del nero · f4 torre del nero · g4 torre del bianco · f3 cavallo del nero · b2 cavallo del bianco · b1 alfiere del nero · c1 torre del nero · g1 donna del bianco | 2 |
| 1 | a7 alfiere del bianco · g7 pedone del nero · h7 re del bianco · b6 alfiere del nero · b5 cavallo del nero · d5 re del nero · f5 pedone del nero · a4 torre del bianco · b4 pedone del nero · f4 torre del nero · g4 torre del bianco · f3 cavallo del nero · b2 cavallo del bianco · b1 alfiere del nero · c1 torre del nero · g1 donna del bianco | a7 alfiere del bianco · g7 pedone del nero · h7 re del bianco · b6 alfiere del nero · b5 cavallo del nero · d5 re del nero · f5 pedone del nero · a4 torre del bianco · b4 pedone del nero · f4 torre del nero · g4 torre del bianco · f3 cavallo del nero · b2 cavallo del bianco · b1 alfiere del nero · c1 torre del nero · g1 donna del bianco | a7 alfiere del bianco · g7 pedone del nero · h7 re del bianco · b6 alfiere del nero · b5 cavallo del nero · d5 re del nero · f5 pedone del nero · a4 torre del bianco · b4 pedone del nero · f4 torre del nero · g4 torre del bianco · f3 cavallo del nero · b2 cavallo del bianco · b1 alfiere del nero · c1 torre del nero · g1 donna del bianco | a7 alfiere del bianco · g7 pedone del nero · h7 re del bianco · b6 alfiere del nero · b5 cavallo del nero · d5 re del nero · f5 pedone del nero · a4 torre del bianco · b4 pedone del nero · f4 torre del nero · g4 torre del bianco · f3 cavallo del nero · b2 cavallo del bianco · b1 alfiere del nero · c1 torre del nero · g1 donna del bianco | a7 alfiere del bianco · g7 pedone del nero · h7 re del bianco · b6 alfiere del nero · b5 cavallo del nero · d5 re del nero · f5 pedone del nero · a4 torre del bianco · b4 pedone del nero · f4 torre del nero · g4 torre del bianco · f3 cavallo del nero · b2 cavallo del bianco · b1 alfiere del nero · c1 torre del nero · g1 donna del bianco | a7 alfiere del bianco · g7 pedone del nero · h7 re del bianco · b6 alfiere del nero · b5 cavallo del nero · d5 re del nero · f5 pedone del nero · a4 torre del bianco · b4 pedone del nero · f4 torre del nero · g4 torre del bianco · f3 cavallo del nero · b2 cavallo del bianco · b1 alfiere del nero · c1 torre del nero · g1 donna del bianco | a7 alfiere del bianco · g7 pedone del nero · h7 re del bianco · b6 alfiere del nero · b5 cavallo del nero · d5 re del nero · f5 pedone del nero · a4 torre del bianco · b4 pedone del nero · f4 torre del nero · g4 torre del bianco · f3 cavallo del nero · b2 cavallo del bianco · b1 alfiere del nero · c1 torre del nero · g1 donna del bianco | a7 alfiere del bianco · g7 pedone del nero · h7 re del bianco · b6 alfiere del nero · b5 cavallo del nero · d5 re del nero · f5 pedone del nero · a4 torre del bianco · b4 pedone del nero · f4 torre del nero · g4 torre del bianco · f3 cavallo del nero · b2 cavallo del bianco · b1 alfiere del nero · c1 torre del nero · g1 donna del bianco | 1 |
|   | a | b | c | d | e | f | g | h |   |

Soluzione:
a)  1. Cbd4 Tg6  2. Rc5 Ta5#